# Pachomiusz (biskup Sauhadż)
Pachomiusz (ur. 24 lutego 1953 w Luksorze) – duchowny Koptyjskiego Kościoła Ortodoksyjnego, od 2018 biskup Sauhadż.

## Życiorys
Był mnichem w monasterze św. Paisjusza. Święcenia kapłańskie przyjął 18 lipca 1979. Sakrę biskupią otrzymał 22 czerwca 1986. 26 lutego 2018 został mianowany biskupem Sauhadż.